# Eubank (Kentucky)
Pour les articles homonymes, voir Eubank.
Eubank est une ville américaine située dans les comtés de Pulaski et de Lincoln, dans le Kentucky. Selon le recensement de 2020, sa population est de 313 habitants.